# Keme Bourema Touré
Keme Bourema Touré († 1888), ein jüngerer (Halb-)Bruder Samory Tourés, war ein General in dessen Armee. Er zeichnete sich in verschiedenen Schlachten aus, der Sieg in der ersten Schlacht bei Woyowoyanko (andere Schreibung: Wèyãnko) (2. April 1882) war ihm zu verdanken. Keme Bourema fiel bei der Belagerung Sikassos 1888.
Zahlreiche Lieder der Griots besingen seine Taten.